# 西蒙·拉特尔
西蒙·丹尼斯·拉特尔爵士，OM，CBE，FRSA（英語：Sir Simon Denis Rattle，1955年1月19日—），英国指挥家。他是現任伦敦交响乐团音樂總監，曾于2002年至2018年担任柏林爱乐乐团首席指挥。

## 早年
拉特尔出生于英国利物浦。早年在利物浦学院学习钢琴和小提琴。1971年进入倫敦大學皇家音乐学院学习钢琴、打击乐和樂團指挥，并于1974年毕业，同年，拉特尔赢得了约翰·普莱尔国际指挥比赛一等奖。1980－1981年，他在牛津大學聖安妮學院學習英語文學。

## 职业生涯
1974年，他被任命为伯恩茅斯交响乐团助理指挥。
在1980年被任命为伯明翰市立交響樂團首席指挥之前，拉特尔当过很多乐团的客席指挥。1977年他作为最年轻的指挥家登上英国格林德堡歌剧节的舞台。他與伯明翰的關係良好，完成了很多巡回演出，其足跡遍佈中欧、斯堪的纳维亚半岛、近东和北美、南美等地。1986年，拉特尔在格林德堡指揮了格什温《波吉与贝丝》的演出。1987年他在伦敦上演莫扎特的歌剧伊多梅纽，1989年则是费加洛的婚礼，這年他亦作客萨尔斯堡音乐节。
1999年，柏林爱乐管弦乐团投票选举了拉特尔作为继阿巴多之后乐团的首席指挥和艺术指导。而阿巴多于2001/02年乐季结束后宣布退任。拉特尔紧接着在当年上任。
2003年拉特尔实现了一个计划，就是和柏林的学校500名学生合作，柏林爱乐伴奏，在特雷托的体育场里上演斯特拉文斯基的春之祭。汤玛斯·格鲁贝和兰师将它拍摄为电影“这就是旋律”（Rhythm Is It），并获得了巴伐利亚电影奖和德国电影奖。类似的计划還有拉威尔的达夫妮与克罗伊和斯特拉文斯基的火鸟，在2005年上演。
拉特尔與柏林愛樂的合約在2008年4月提前延長，為期10年的合約將使他的任期延後至2017年樂季。2013年1月，拉特尔宣布任滿將不再續任柏林愛樂首席指揮一職。2015年3月，伦敦交响乐团宣布，自2018年樂季起，由拉特尔接任該團音樂總監，合約為5年期。
2018年6月20日，他指揮了柏林任內最後一場演出。2021年1月，巴伐利亞廣播交響樂團宣布，拉特尔將在2023年樂季接手該團，合約為5年期。同時，他將保有倫敦交響樂團終身名譽指揮的榮銜。
2024年2月，拉圖接受捷克爱乐乐团之邀，擔任首席客座指揮（與雅庫布·赫魯薩同時在任），合約為五年期。值得一提的是，他在2019年才初次指揮捷克愛樂演出，其妻柯翠娜則在2022年樂季擔任該團駐團藝術家。

## 獲獎與榮譽
拉特尔是伯明翰大学、利兹大学、利物浦大学和牛津大学的荣誉博士，皇家伯明翰音樂學院的校監。1994年受英女王伊丽莎白二世册封为爵士。他还当选为德国回声古典音乐奖2003年度最佳指挥。2009年獲得「榮耀藝術」文化勳章金質獎章

## 作品節選

### 商業錄音
在他超过60款的录音当中，有很多名盘：如和维也纳爱乐管弦乐团合作的贝多芬的全套交响曲和钢琴协奏曲。但他的代表录音则是与伯明翰市立交响乐团合作的马勒第八交响曲和第五交响曲，和柏林爱乐合作的未完成的马勒第十交响曲。整整25年，拉特尔一直在全力把德瑞克·库克（Deryck Cooke）的马勒第十交响曲带給世人。拉特尔对卡罗尔·席曼诺夫斯基的作品也很在行。和他老师伦纳德·伯恩斯坦一样，拉特尔很喜欢指挥海顿的作品。